# دانیل جانستون

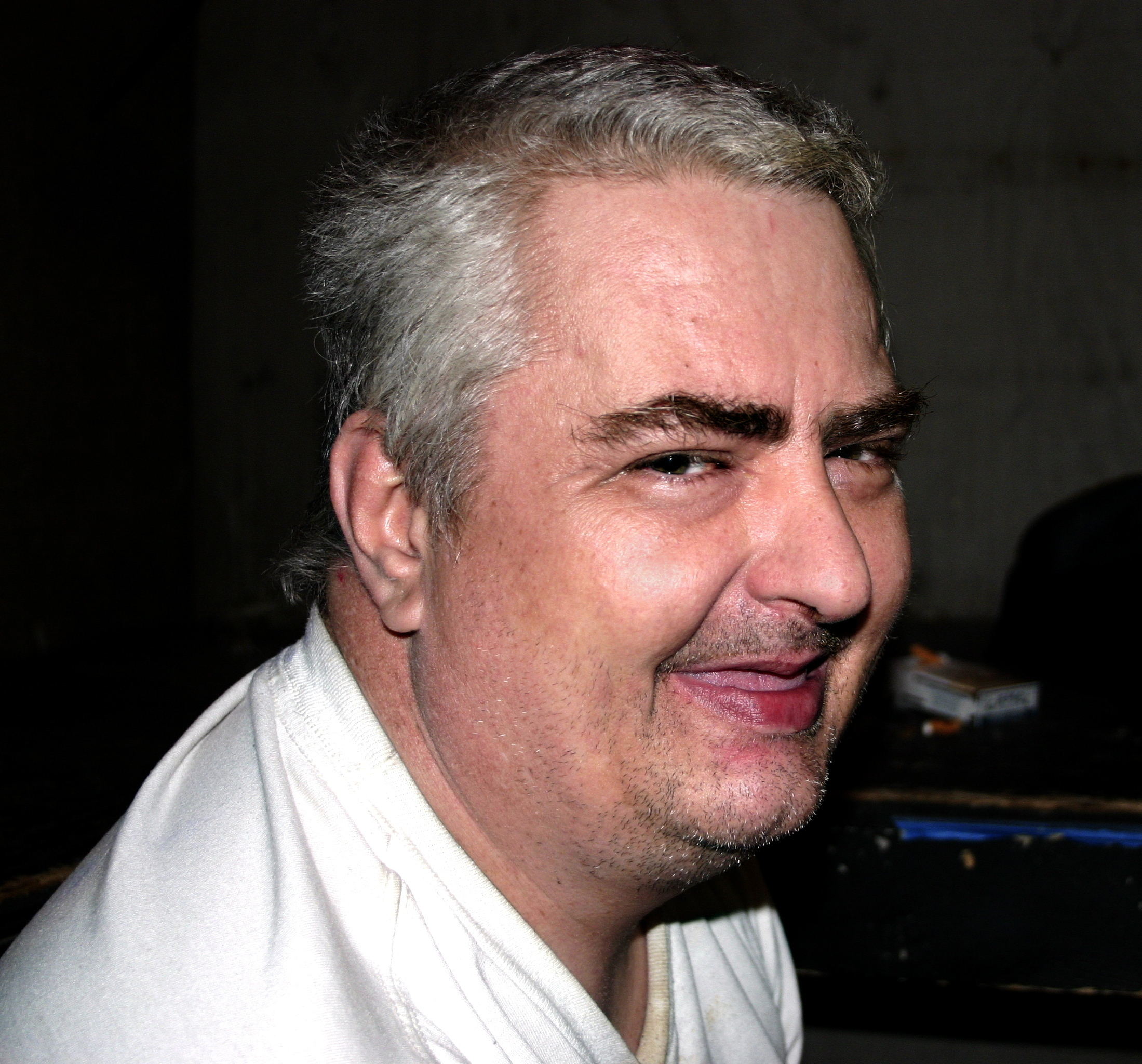

دانیل جانستون (انگلیسی: Daniel Johnston؛ زادهٔ ۲۲ ژانویهٔ ۱۹۶۱ - درگذشته ۱۱ سپتامبر ۲۰۱۹) یک  خواننده-ترانه‌پرداز و هنرمند تجسمی اهل ایالات متحده آمریکا بود. وی بین سال‌های ۱۹۷۸ تا ۲۰۱۹ مشغول فعالیت بود.